# Kapitolinische Wölfin (Timișoara)

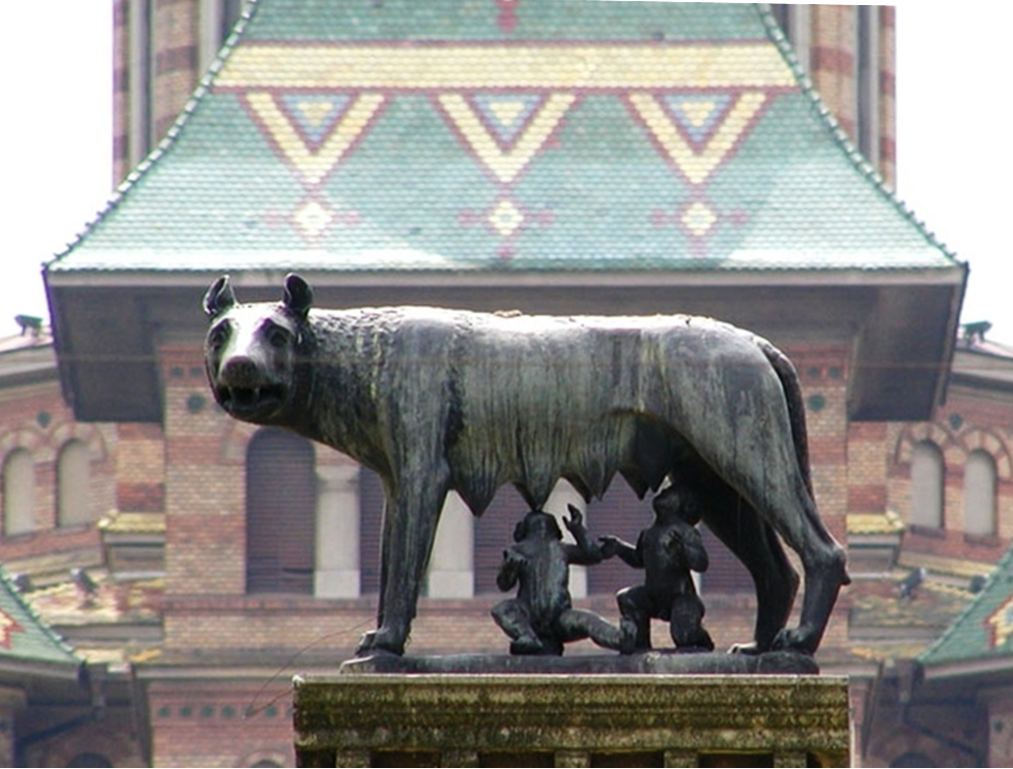
Kapitolinische Wölfin in Timișoara, 2003

Die Statue in ihrer Gesamtheit, im Hintergrund die Kathedrale der Heiligen drei Hierarchen, 2002

Die Kapitolinische Wölfin mit Blick auf die Oper, 2006

Die Kapitolinische Wölfin (rumänisch Lupoaica Capitolină) ist eine denkmalgeschützte lebensgroße Bronzefigur der Kapitolinischen Wölfin auf der Piața Victoriei im I. Bezirk Cetate der westrumänischen Stadt Timișoara. Wie das Original säugt sie die legendären Gründer Roms, Romulus und Remus. Die Statue ist eines der Wahrzeichen der Stadt.

## Beschreibung
Die Kapitolinische Wölfin ist eine exakte Nachbildung der Lupa Capitolina in Rom und ein Geschenk dieser Stadt aus dem Jahr 1926 an Timișoara als Zeichen der gemeinsamen romanischen Wurzeln des italienischen und des rumänischen Volkes. Das Denkmal befindet sich in der Mitte der Grünanlage zwischen dem Opernhaus und der Kathedrale der Heiligen drei Hierarchen und ist auf einer 4,96 Meter hohen Säule angebracht.

## Geschichte
Am 23. April 1926 fand die feierliche Enthüllung des Denkmals statt, sie erfolgte in Anwesenheit des Bürgermeisters Samuil Șagovici, des rumänischen Kultusministers Vasile Goldiș, des Arbeitsministers Grigore Trancu-Iași sowie einer Delegation der italienischen Regierung. Übergeben wurde die Statue vom damaligen italienischen Konsul in Timișoara, Codecca.
Nach dem Wiener Schiedsspruch von 1940, als Nordsiebenbürgen Ungarn zugesprochen wurde, fand im Zentrum von Timișoara eine Protestdemonstration statt. Da Italien unter dem Diktator Benito Mussolini die ungarischen Territorialansprüche befürwortete, zog die Statue den Unwillen der Demonstranten auf sich und wurde vorübergehend aus dem Stadtzentrum entfernt.
Derartige Statuen stehen auch in zahlreichen weiteren rumänischen Städten, darunter in die Hauptstadt Bukarest seit 1906, Cluj-Napoca seit 1921 und Târgu Mureș seit 1924. Diese drei sind, wie diejenige in Timișoara, ebenfalls ein Geschenk der Stadt Rom. Nachbildungen stehen in den Städten Satu Mare, Galați, Constanța, Brașov, Alba Iulia, Dej, Năsăud und Sighișoara. Eine weitere Nachbildung befand sich ab 1921 in der moldawischen Hauptstadt Chișinău, diese wurde 1941 im Zuge der Machtübernahme durch die Sowjetunion zerstört.